# هانس ریگل

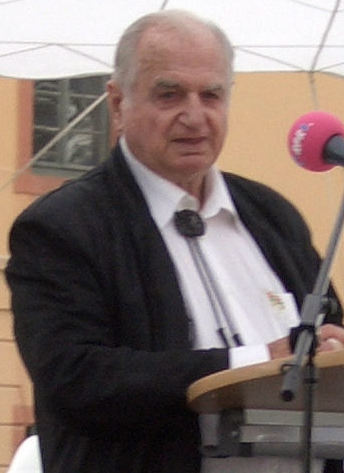
هانس ریگل

یوهانس پیتا هانس ریگل (۱۰ مارس ۱۹۲۳– ۱۵ اکتبر ۲۰۱۳) کارافرین آلمانی بود که از ۱۹۴۶ مالک و مدیر شرکت تولید شیرینی هاریبو بود. او بزرگترین پسر بنیانگذار این شرکت، هانس ریگل سینیر بود که در ۱۹۲۲ پاستیل خرسی را اختراع کرد.